# Атлетика на Летњим олимпијским играма 1904 — 2.590 метара препреке за мушкарце
Трка на 2.590 метара са препрекама била је једна од 25 дисциплина атлетског програма на Летњим олимпијским играма 1904. у Сент Луису. 
То је био једини пут да је дисциплина трчања са препрекама одржана на дистанци од 2.590 метара. Слична трка само на 2.500 метара одржана је и на Олимпијским играма 1900. у Паризу, где се трчало пет кругова по 500 метара. Пошто се у Лондону такмичење одржавало на стази на којој је један круг износио трећину миље, трчало се 5 кругова, односно приближно 2.590 метара. 
Такмичење је одржано на стадиону Франсис филд, 29. августа 1904. уз учешће 7 такмичара из две земље. Одржана је само финална трка.

## Земље учеснице
- Уједињено Краљевство(1)
- САД (6)

## Рекорди пре почетка такмичења
| Најбољи резултат на свету |           | Непознато         |                   |               |
| Олимпијски рекорд         | 7:34,4(*) | Џорџ Ортон Канада | Париз (Француска) | 15. јул 1900. |

(*) = резултат постигнут на стази чији је круг износио 500 метара (2.500 м)

## Победници
|                   |                                 |                  |
| Џим Лајтбоди, САД | Џон Дејли, Уједињено Краљевство | Артур Њутон, САД |

## Резултати

### Финале
| Место | Атлетичар       | Земља                | Резултат |
| ----- | --------------- | -------------------- | -------- |
|       | Џим Лајтбоди    | САД                  | 7:39,6   |
|       | Џон Дејли       | Уједињено Краљевство | 7:40,6   |
|       | Артур Њутон     | САД                  | 7:45,6   |
| 4     | Вилијам Вернер  | САД                  |          |
| 5-7   | Харви Кон       | САД                  |          |
| 5-7   | Дејвид Мансон   | САД                  |          |
| 5-7   | Ричард Станфорд | САД                  |          |